# Глухонямо хоро
Глухонямото хоро (на македонска литературна норма: Глувонемо оро) е женско народно хоро от Миячията, западната част на Северна Македония. Играе се с държане на ръцете на пояса в полукръг. Носи името си от факта, че няма никакъв музикален съпровод, което го прави уникално. Ритъмът му е 4/4 и той се диктува от тропането на парите, висящи на гърдите при женската носия.